# Johannes Braunholz
Johannes Braunholz (* 27. April 1884 in Rockensüß (Landkreis Hersfeld-Rotenburg); † 1. Februar 1966 in Kassel) war ein deutscher Landrat und Abgeordneter des Provinziallandtages in Hessen-Nassau.

## Leben
Johannes Braunholz war der Sohn des Weißbinders Johannes Heinrich Braunholz und dessen Gemahlin Christine Emilie Hohmann. Nach seiner Schulausbildung erlernte er den Beruf des Stuckateurs. 1904 trat er in die Sozialdemokratische Partei Deutschlands (SPD) ein, wurde Parteisekretär in Kassel und Eschwege und führte 1926 die Bezeichnung Geschäftsführer der SPD. Im Kurhessischen Kommunallandtag für den Regierungsbezirk Kassel war er in den Jahren 1921 bis 1929 als Abgeordneter vertreten. Dem Provinziallandtag der Provinz Hessen-Nassau gehörte er im selben Zeitraum an und war Mitglied verschiedener Ausschüsse.
In dieser Zeit betätigte er sich als ehrenamtlicher Stadtverordneter in Eschwege. Am 25. März 1933 – drei Tage nach Hitlers Vorlage des Ermächtigungsgesetzes – wurde Braunholz während einer SPD-Versammlung in Nieste verhaftet. Am 22. Juni 1933 wurde die SPD verboten. So wurde er arbeitslos und eröffnete im Mai 1934 in Kassel ein Lebensmittelgeschäft. Während des Krieges wurde er ausgebombt und musste 1943 nach Ellenberg ausquartiert werden. Nach dem Krieg erhielt er wieder eine Anstellung als hauptamtlicher Mitarbeiter der SPD im Parteibezirk Hessen-Kassel. 1946 wurde er zum Landrat des Kreises Eschwege bestimmt und blieb bis 1948 in diesem Amt.